# مدرسه پزشکی بیمارستان سنت توماس

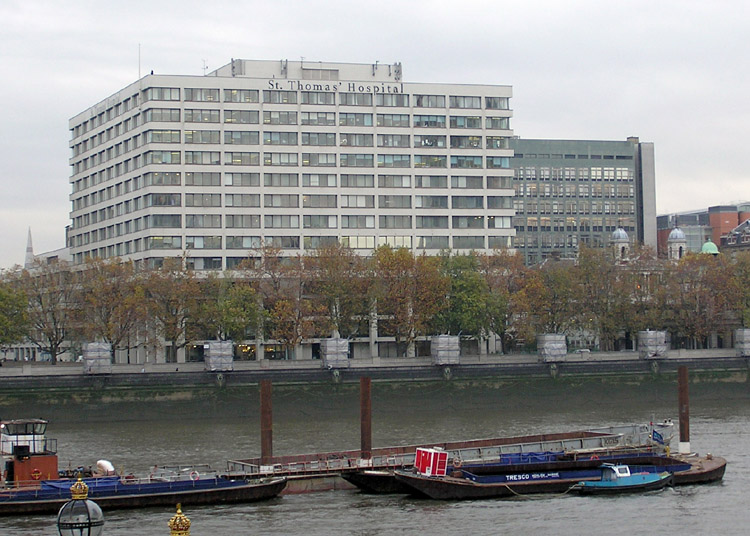
بیمارستان سنت توماس

مدرسه پزشکی بیمارستان سنت توماس (به انگلیسی: St Thomas's Hospital Medical School) در لندن یکی از قدیمی ترین و معتبرترین دانشکده‌های پزشکی در بریتانیا بود. این مدرسه پزشکی جذب بخشی از کینگز کالج لندن شد. ویروس‌های کرونایی نخستین بار توسط جون آلمیدا در سال ۱۹۶۴ در آزمایشگاهش در این دانشکده شناسایی شد.